# Cavalleria rusticana
Cavalleria rusticana (hrvatski: Seosko viteštvo) je veristička opera u jednom činu Pietra Mascagnija po libretu Tozzettija i Menascija, napisana po noveli Giovannija Verge. Opera je prvi put izvedena 17. svibnja 1890. u rimskom Teatro Costanzi. Od 1893. Cavalleriju je postalo popularno izvoditi zajedno s isto tako kratkom operom  Pagliacci Ruggera Leoncavalla.

## Povijest nastanka opere
U srpnju 1888. milanski izdavač glazbe Edoardo Sonzogno, objavio je natječaj na koji su bili pozvani svi talijanski mladi operni skladatelji koji još nisu imali izvedeno djelo na pozornicama, uz uvjet da to treba biti jednočinka. Žiri je bio sastavljen od pet tadašnjih vrhunskih skladatelja i kritičara, a nagrada je bila - praizvedba tog djela na pozornici rimskog kazališta Costanzi, na trošak Sonzogna.
Mascagni je saznao za natječaj svega dva mjeseca prije zaključenja, ipak je zamolio je svog prijatelja profesora književnosti Tozzettija s Kraljevske mornaričke akademije u livornu da mu napiše libreto. Tozzetti je odabrao tad vrlo popularnu kratku novelu Cavalleria rusticana Giovannija Verge kao temelj svog libreta. Uz pomoć kolege Menascija napisao je traženi libreto, šaljući stalno nervoznom Mascagniju dijelove, koji su kadkada imali samo dvije strofe na poštanskim razglednicama. Mascagni je uspio tek posljednji dan poslati djelo, njegov rad je izabran za finalnu večer natjecanja od 73 pristigla rada, na kojem su bile izvedene tri opere; Labilia, Niccola Spinellija, Rudello Vincenza Ferronija i Mascagnijeva Cavalleria.
Nakon izvedbe Cavallerije oduševljena publika je Mascagnija četiri puta pljeskom zvala na pozornicu i on je pobijedio.
. Cavallerija je bila i ostala najpopularnija Mascagnijeva opera do njegove smrti 1945. samo u Italiji izvedena je 14.000 puta.

## Uloge
| Lik                                                          | pjevačka rola | Pjevači na premijeri 17. svibnja 1890. |
| ------------------------------------------------------------ | ------------- | -------------------------------------- |
| Santuzza, djevojka sa sela                                   | sopran        | Gemma Bellincioni                      |
| Turiddu, mladi momak sa sela koji se upravo vratio iz vojske | tenor         | Roberto Stagno                         |
| Lucia, njegova majka                                         | alt           | Federica Casali                        |
| Alfio, seoski lider                                          | bariton       | Guadenzio Salassa                      |
| Lola, njegova žena                                           | mezzosopran   | Annetta Guli                           |

## Sadržaj opere
Radnja se događa u malom sicilijanskom mjestu na uskrsno jutro u 19. stoljeću.
Opera počinje povratkom mladog Turiddua iz rata, kad on shvati da mu se u međuvremenu njegova zaručnica, i prva ljubav Lola, udala za rivala u svemu uspješnog Alfia. Turiddu iz osvete zavodi lijepu i mladu seosku djevojku Santuzzu. To izazove ljubomoru kod nevjerne Lole na Santuzzu, i ona joj se sveti tako da ponovno zavede Turiddua. Santuzza saznaje da ju je Turiddu prevario s Lolom, ali ga ipak pokušava spasiti od nesreće koja slijedi kada se Alfio vrati u selo i saznaje za odnos između Turiddua i Lole. Alfio izaziva Turiddua na dvoboj na seoskom trgu prepunom ljudi. Slijedeći sicilijanski običaj, dva suparnika se zagrle i Turiddu u znak prihvaćanja poziva na dvoboj, ali ugrize Alfia za uho, a krv koja poteče znači borbu do smrti. Na kraju opere se negdje iz daljine čuju glasovi i plač žena, iz čega se može shvatiti da je Turiddu poginuo u dvoboju.

## Orkestracija
Mascagni je napisao partituru za tadašnji standardni operni orkestar koji je u to vrijeme imao; 2 flaute, 2 pikola, 2 klarineta, 2 oboe, 2 fagota, 4 roga, 2 trube, 3 trombona, tubu, timpan, udaraljke (triangl, cimbal, bas bubanj, doboš) gong, zvona), harfu, orgulje i gudače.

## Snimke
Do danas postoji preko 120 ploča s izvedbom Cavallerije rusticaneod prve snimke iz Njemačke 1909. Pored talijanskog, Cavalleria je snimljena na engleskom, francuskom, njemačkom i mađarskom.

## Cavalleria rusticana na filmu
- Cavalleriju je prvi prenio na film redatelj Ugo Falena 1916.  i to kao nijemi film.
- Redatelj Carmine Gallone snimio je 1953. Cavalleriju s tada mladim Anthony Quinnom koji je glumio Alfija, ali je umjesto njega pjevao Tito Gobbi, u Americi se film zvao Fatal Desire.
- Redatelj Åke Falck je 1968. snimio Cavalleriju s Fiorenzom Cossotto kao Santuzzom, Gianfrancom Ceccheleom kao Turidduom, Giangiacomom Guelfijem kao Alfijem i Annom di Stasio kao Luciom. Orkestrom milanske Scale dirigirao je Herbert von Karajan.
- Redatelj  Franco Zeffirelli snimio je 1982. svoju verziju Cavallerije sa  Plácidom Domingom (Turiddu), Elenom Obrascovom ( Santuzza), Renatom Brusonom (Alfio) i Fedorom Barbieri (Lucia).

Poznati intermeco iz Cavallerije iskorišten je kao soundtrack za više filmova od kojih su najpoznatiji Pobješnjeli bik Martina Scorsesea i Kum III  Francisa Forda Coppole.

## Vanjske poveznice
- Cavalleria rusticana, na portalu DelTeatro.it  Arhivirana inačica izvorne stranice od 5. ožujka 2010. (Wayback Machine) (tal.)
- Cavalleria Rusticana, na portalu Teatar.hr  Arhivirana inačica izvorne stranice od 15. rujna 2012. (Wayback Machine) (hrv.)